# J. M. Rousseau
J. M. Rousseau war ein französischer Hersteller von Automobilen.

## Unternehmensgeschichte
Das Unternehmen aus Vincennes begann 1982 mit der Produktion von Automobilen. Der Markenname lautete Rousseau. Die Fahrzeuge wurden auch als Bausatz verkauft. 1985 endete die Produktion.

## Fahrzeuge
Das einzige Modell war eine Nachbildung des SS 100. Die Basis stellte der Plattformrahmen eines VW Käfers dar. In Frage kamen die Modelle 1200, 1300 und 1500, nicht jedoch 1302 und 1303. Darauf wurde eine Karosserie aus Fiberglas montiert. Im Juli 1983 kostete ein Bausatz 18.390 Französische Franc.